# Радисав Митић
Радисав Митић (Пирот, 1889 — Солун, 1917) био је српски есејиста, критичар и песник.

## Биографија
Рођен је 1889. године у Пироту у сиромашној породици. Име његове мајке није познато а име оца је било Јован. Завршио је основну школу и шест разреда гимназије у родном месту. Седми и осми разред гимназије је завршио у Нишу. После нишке гимназије, уписао је Филозофски факултет Универзитета у Београду.
После студија је био постављен за предметног наставника у пиротској гимназији.
Службовање у Гимназији је пратило и стални сукоб са наставницима и директором - Петром Нешићем који је од министарства у два наврата тражио да се смени Митић. Директорова забелешка о Митићу је уродила плодом те су га преместили у Ваљево 1914. године.
У ваљевској гимназији је радио као суплент за српски језик. Његово понашање није било боље ни у Ваљеву те га још једном премештају - у Битољ.
При избијању рата, Митић је учествовао у "великом рату" и са војском се повукао преко Елбасана на Крф.
Са Крфа 1917. одлази у Солун.
Због нервног растројства и депресије, Митић је извршио самоубиство у Солуну 1917. године маја месеца.

## Радови
1917. године је издао читанку за одрасле под називом "Југославија". Крфски лист Забавник и његова редакција бележе да је Митић умро онога дана када им је његова књига стигла. Југославија је замишљена да постане антологија литерарних радова Срба, Хрвата и Словенаца. Међутим, у њој има углавном радова Срба и једног Хрвата.
Под разним псеудонимима (РМ, МР, М) сарађује песмама, приказима, чланцима и студијама у Малом журналу 1906, Новом времену 1910, Српском књижевном гласнику 1911, Делу 1912.